# 真夏の光線
『真夏の光線』（まなつのこうせん）は、モーニング娘。5枚目のシングル。1999年5月12日に発売された。

## 概要
福田明日香卒業後初のシングルであり、ジャケット写真は福田のポジションを空けた並びになっている。安倍なつみメインのメロディーライン全編の上（高音）にハーモニーが入る。メンバーのガヤ（かけ声）が収録された楽曲。カップリング曲「恋の始発列車」は、ギターとタイトなドラムを中心とした構成からストリングスを交えたサンバ調リズムの別アレンジで『セカンドモーニング』に収録。
MVはサイパンで撮影、安倍の笑顔を中心とした構成の真夏のリゾート風景。撮影時飯田圭織は体調を崩し、遠景で一部その様子が収録されている。
モーニング娘。&平家みちよ妹分第2回デビューオーディション募集要項が封入。
別バージョンの音源を加えた12cm盤が2004年12月15日発売「モーニング娘。EARLY SINGLE BOX」に収録、2005年3月2日に同じものがシングルとして発売。
上記BOXに収録されていないVacation Mixは『セカンドモーニング』に収録。

## 収録曲
全作詞・作曲：つんく
8cm盤
1. 真夏の光線（テレビ東京系列『アイドルをさがせ!』オープニングテーマ）
編曲：河野伸
2. 恋の始発列車
編曲：小西貴雄
3. 真夏の光線 (Instrumental)

12cm盤
1. 真夏の光線
2. 恋の始発列車
3. 真夏の光線 (Instrumental)
4. 真夏の光線 (Early Version)

## 参加メンバー
- 1期：中澤裕子、石黒彩、飯田圭織、安倍なつみ
- 2期：保田圭、矢口真里、市井紗耶香

## 参加ミュージシャン
- 河野伸 - キーボード&プログラミング(1)
- 入江直之 - ベース(1)
- 稲葉政裕 - ギター(1)
- 三沢泉 - パーカッション(1)
- 荒木敏男 - トランペット(1)
- 西村浩二 - トランペット(1)
- 村田陽一 - トロンボーン(1)
- 山本拓夫 - アルトサックス(1)
- 小西貴雄 - キーボード&プログラミング(2)
- 古川望 - ギター(2)

## カバー
- Tara McDonald - トリビュートアルバム『カバー・モーニング娘。!』（2001年12月19日）に収録。
- 亀井絵里、岡井千聖、新垣里沙、田中れいな - 配信カバーアルバム『ハロカバ』に収録。